# Benny Baudewyns
Benny Baudewyns (Sint-Agatha-Berchem, 12 januari 1958) is een Vlaams auteur. Hij schrijft thrillers, misdaadverhalen en toneelstukken (blijspelen).
Baudewyns groeide op in Dilbeek. Van opleiding is hij regent wetenschappen - economie, maar als leerkracht is hij nooit actief geweest. Baudewyns werkte als zelfstandig begrafenisondernemer (derde generatie). Over zijn beroep schreef hij een non-fictieboek De een zijn dood ... Het leven van een begrafenisondernemer(2007). 
Baudewyns' thrillers hebben een internationale setting, spelen zich graag af over meerdere generaties en bij voorkeur deels in de Tweede Wereldoorlog. Het zijn complexe plots met interfererende verhaallijnen waarbij complottheorieën en wraak centraal staan.
Met zijn tweede thriller, De Emerson Locomotief, won Benny Baudewyns de Diamanten Kogel, een prijs voor het beste misdaadverhaal in Vlaanderen. De thrillers Het Tati-syndroom (2018), en Mazzelaar (2020), kregen in de VN-thrillergids vier sterren toebedeeld. Op 28 oktober 2023 kreeg hij in Kortrijk (Boektopia) de Knack Hercule Poirotprijs uitgereikt voor Het Buchinsky Incident.  
Baudewyns' toneelstukken zijn meestal blijspelen geschreven voor lokale amateurtoneelgezelschappen die hij zelf heeft geregisseerd en/of waarin hij zelf heeft geacteerd.

### Thrillers
- Het Zwartberg Plan (2000)
- De Emerson-Locomotief (2001), Diamanten Kogel 2002
- Het Von Staussen Complex (2003)
- Het Madagaskar Debacle (2004)
- Het Tetraville Bedrog (2005)
- Het Todorov Dossier (2006)
- De Antarctica Theorie (2008), nominatie Gouden Strop 2008
- De Walpurgis Nachtmerrie (2009)
- Het Walpurgis Archief (2010)
- De Lijkenpikker (2011)
- Hartenvreter (2016)
- Het Tati-syndroom (2018)
- Mazzelaar (2020)
- Moordgriet (2021)
- Het Buchinsky Incident (2022) - Bekroond met de Hercule Poirotprijs 2023 [1]
- De Chisinau Expres (2024)
- Het Dresden Dilemma (2025)

### Toneelstukken
- Bto kleurt je lach! (satire)
- De Andes zijn anders
- De koffietafel
- De luizenval
- De Zwanswaltkliniek
- Fritkotstory (absurde komedie)
- Geen rust in het rusthuis
- Het fun...erarium
- Slapstuk
- 't is kries in de valies
- Veel tamtam in de caravan
- Wijlen
- Ik ben hier ni graag

- Gemeinsame Normdatei: 1160109192
- International Standard Name Identifier: 0000 0001 2068 0136
- Nederlandse Thesaurus van Auteursnamen: 203875834
- Virtual International Authority File: 171690787